# Alex Gough
Alex Gough (Calgary, 12 maggio 1987) è una slittinista canadese, bronzo olimpico nel singolo e argento nella gara a squadre a Pyeongchang 2018. La medaglia ottenuta nella gara individuale fu la prima in assoluto nella storia dello slittino canadese.

## Biografia
Ha esordito con la nazionale canadese in Coppa del Mondo nella stagione 2004/05, ha conquistato il primo podio il 23 gennaio 2009 nella gara a squadre ad Altenberg (2ª) e la prima vittoria il 29 novembre 2009 sempre nella gara a squadre ad Igls. Il 12 febbraio 2011 a Paramonovo, cogliendo la sua prima vittoria nella specialità del singolo, ha interrotto una striscia di 105 vittorie consecutive da parte delle atlete tedesche che durava da ben tredici anni. L'ultima atleta non teutonica a vincere una prova di Coppa del Mondo era stata infatti l'austriaca Andrea Tagwerker il 29 novembre 1997 a Schönau am Königssee. In classifica generale il suo piazzamento migliore è stato il secondo posto nella specialità del singolo ottenuto nel 2013/14.
Ha preso parte a quattro edizioni dei Giochi olimpici invernali: a Torino 2006 è giunta al ventesimo posto nel singolo, a Vancouver 2010 si è classificata in diciottesima piazza nella prova individuale, a Soči 2014 ha ottenuto la quarta posizione sia nel singolo sia nella prova a squadre ed a Pyeongchang 2018 ha conquistato la medaglia di bronzo nel singolo e quella d'argento nella prova a staffetta.
Ai campionati mondiali ha conquistato sei medaglie: due di bronzo nel singolo nonché una d'argento e tre di bronzo nelle gare a squadre.

## Palmarès

### Olimpiadi
- 1 medaglia:
  - 1 argento (gara a squadre a Pyeongchang 2018).
  - 1 bronzo (singolo a Pyeongchang 2018).

### Mondiali
- 6 medaglie:
  - 1 argento (gara a squadre a Whistler 2013);
  - 5 bronzi (singolo a Cesana Torinese 2011; gara a squadre ad Altenberg 2012; singolo a Whistler 2013; gara a squadre a Sigulda 2015; gara a squadre a Schönau am Königssee 2016).

### Campionati pacifico-americani
- 5 medaglie:
  - 3 ori (singolo a Calgary 2012; singolo a Whistler 2014; singolo a Calgary 2018);
  - 1 argento (singolo a Lake Placid 2013);
  - 1 bronzo (singolo a Park City 2017).

### Coppa del Mondo
- Miglior piazzamento in classifica generale nel singolo: 2ª nel 2013/14.
- 44 podi (25 nel singolo, 2 nel singolo sprint e 17 nelle gare a squadre):
  - 6 vittorie (3 nel singolo, 1 nel singolo sprint e 2 nelle gare a squadre);
  - 20 secondi posti (8 nel singolo, 1 nel singolo sprint e 11 nelle gare a squadre);
  - 18 terzi posti (14 nel singolo e 4 nelle gare a squadre).

#### Coppa del Mondo - vittorie
| Data             | Luogo      | Paese   | Disciplina                                                     |
| ---------------- | ---------- | ------- | -------------------------------------------------------------- |
| 29 novembre 2009 | Igls       | Austria | Gara a squadre con Samuel Edney, Chris Moffat e Mike Moffat    |
| 12 febbraio 2011 | Paramonovo | Russia  | Singolo                                                        |
| 27 novembre 2011 | Igls       | Austria | Gara a squadre con Samuel Edney, Tristan Walker e Justin Snith |
| 16 dicembre 2011 | Calgary    | Canada  | Singolo                                                        |
| 13 dicembre 2014 | Calgary    | Canada  | Singolo sprint                                                 |
| 10 dicembre 2016 | Whistler   | Canada  | Singolo                                                        |